# Bengt-Åke Bengtsson
Bengt-Åke Bengtsson, född 1 februari 1938 i Göteborg, är en svensk roddare. Han tävlade för Göteborgs RK.
Bengtsson tävlade för Sverige vid olympiska sommarspelen 1960 i Rom. Han var en del av Sveriges lag som blev oplacerade i åtta med styrman.